# Jalognes
Jalognes – miejscowość i gmina we Francji, w Regionie Centralnym, w departamencie Cher.
Według danych na rok 1990 gminę zamieszkiwało 271 osób, a gęstość zaludnienia wynosiła 10 osób/km² (wśród 1842 gmin Regionu Centralnego Jalognes plasuje się na 870. miejscu pod względem liczby ludności, natomiast pod względem powierzchni na miejscu 420.).